# Bauernleinen
Bauernleinen, oder auch Bauernleinwand genannt, ist ein Gewebe aus Leinen, das mit schweren Garnen in meist unregelmäßiger Art gewoben wurde. Die Leinengarne wurden zuvor aus Flachsfasern gesponnen. Aufgrund der manuellen Herstellung entstanden die Garne in unterschiedlichen Stärken.
Die Webarbeiten übernahmen im 19. Jahrhundert vor allem die Bäuerinnen und Mägde in den Wintermonaten. Aus dem groben Bauernleinen wurde vor allem Bettwäsche, aber auch Tischwäsche hergestellt. Bauernleinen weist eine hohe Festigkeit auf. Dadurch war es jahrhundertelang der einzige kochfeste Webstoff.